# Paraphaenogaster microphthalma
Paraphaenogaster microphthalma är en myrart som beskrevs av Gennady M. Dlussky 1981. Paraphaenogaster microphthalma ingår i släktet Paraphaenogaster och familjen myror. Inga underarter finns listade i Catalogue of Life.